# Einschießen (indirektes Feuer)
Einschießen ist ein Verfahren des indirekten Schießens, insbesondere der Artillerie, wenn keine sicheren Schießgrundlagen vorhanden sind. Das Einschießen kann entweder unmittelbar auf das Ziel oder auf einen Einschießpunkt erfolgen.
Es sind verschiedene Verfahren im Einsatz:

## Sehstreifenverfahren
In der Bundeswehr wird das Sehstreifenverfahren, wenn kein Joint Fire Support Team (JFST, früher Artilleriebeobachter) zur Verfügung steht oder dessen technische Mittel nicht einsatzbereit sind, zum Leiten des Artilleriefeuers von der Kampftruppe eingesetzt.
Das Kommando besteht aus der Angabe der Truppengattung Feind / Ziel (weiches = Infanterie, halbhartes oder hartes Ziel = Panzer) – Wahl der Munitionsart – eigener Standort nach MGRS – Marschkompasszahl in Richtung Feind als Sehstreifen – geschätzte, nach Karte ermittelte oder mit Laser gemessene Entfernung zum Feind.
Durch Gabeln mit davor („abbrechen“) – dahinter („zulegen“) – links – rechts und Meterangabe zur Korrektur werden Korrekturkommandos gegeben, „Abbrechen“, wenn der Schuss dahinterlag, „Zulegen“, wenn der Schuss davor lag – wird das Leitgeschütz auf den Feind eingeschossen und dann das gesamte Feuer einer Artilleriebatterie oder eines Mörserzuges mit dem letzten Korrekturkommando als Feuerkommando „ganze Batterie / ganzer Mörserzug x Salven - Feuer“ – zum Feuer im Feuerschlag zusammengefasst.

Einschießen im Sehstreifenverfahren

In der Schweizer Armee wird dieses als Gabelverfahren bezeichnet und mit den vorhandenen Grundlagen ein Feuerkommando gebildet (Schuss 1). Zunächst werden die Schüsse in den Sehstreifen des Beobachters gebracht (Schuss 2), nur erfahrene Beobachter sollten hierbei bereits eine Entfernungskorrektur geben. Die Feuerleitstelle rechnet die Korrekturen entsprechend dem Sehstreifen (= Blickwinkel des Schießenden auf das Ziel) um. Dann wird so geschossen, dass die Schüsse abwechselnd hinter (Schuss 3) dem Ziel erscheinen (eingabeln). Dabei wird die Korrektur, beginnend mit einem geraden vielfachen von 100 m, jeweils halbiert, beim Erreichen der 50-m-Korrektur ist das Einschießen beendet (Schuss 4). Bei welligem Gelände kann über Doppelzünder (Zeitzünder) der Sprengpunkt so angehoben werden, dass der Beobachter den Schuss sieht.
In der Schweizer Armee wird für dieses Verfahren folgende „Eselsbrücke“ für die Reihenfolge der Kommandos verwendet:
„S–H–I–T“
- - S = Seite (z. B. nach rechts 100)
  - H = Höhe (z. B. tiefer 50)
  - I = Intervall (Entfernung, z. B. länger 50)
  - T = Tempierung (z. B. 50 weniger)

Die Korrekturen erfolgen immer aus der Sicht des Schiesskommandanten.
In Deutschland nach Skizze: „100 rechts“ – „400 zulegen“ – „200 abbrechen“ – „ganze Batterie, x Gruppen, Feuer!“

## Heranschießen
Das Heranschießen entspricht dem Eingabeln, jedoch wird von einer Seite herangeschossen. Dieses Verfahren wird ersatzweise angewandt, wenn der Einschießpunkt nicht eingegabelt werden kann, weil dieser zum Beispiel zu nah an der eigenen Truppe liegt oder aufgrund der topografischen Gegebenheiten die Aufschläge vor oder hinter dem Einschießpunkt nicht eingesehen werden könnten.

## Entfernungskoeffizienten
Es werden drei Schüsse auf einen einwandfreien Kartenpunkt abgegeben, diese Schüsse werden mittels Laser oder Radar durch den Schießenden vermessen. Aus der mittleren Abweichung wird ein Entfernungskoeffizient gebildet, der im Übertragungsbereich zur Korrektur der berechneten Schusswerte verwendet wird.